# Métabolisme aérobie
Le métabolisme aérobie est un métabolisme qui demande de l'oxygène (extrait de l'air ou de l'eau) pour son fonctionnement. Il consiste à dégrader les glucides et les lipides et secondairement les protéines grâce à l'oxygène à l'intérieur des mitochondries (cycle de Krebs) et produit de l'H2O et du CO2. Ce métabolisme est principalement limité par l'épuisement des réserves énergétiques et de la régulation de l'organisme.
En athlétisme, les disciplines concernées par ce métabolisme sont les courses de fond (5 000 m, 10 000 m, marathon).